# Vụ ném bom nguyên tử xuống Hiroshima và Nagasaki
Vụ ném bom nguyên tử Hiroshima và Nagasaki là sự kiện hai quả bom nguyên tử được Quân đội Hoa Kỳ, theo lệnh của Tổng thống Harry S Truman, sử dụng trong Chiến tranh thế giới lần thứ hai vào những ngày gần cuối của Chiến tranh thế giới thứ hai tại Nhật Bản. Ngày 6 tháng 8 năm 1945, quả bom nguyên tử thứ nhất mang tên "Little Boy" đã được thả xuống thành phố Hiroshima, Nhật Bản. Sau đó 3 hôm, ngày 9 tháng 8 năm 1945, quả bom thứ hai mang tên "Fat Man" đã phát nổ trên bầu trời thành phố Nagasaki.
Có nhiều nguyên nhân khiến con số chính xác người thiệt mạng không thống nhất. Các số liệu khác nhau bởi được thống kê vào các thời điểm khác nhau. Rất nhiều nạn nhân chết sau nhiều tháng, thậm chí nhiều năm bởi hậu quả của phóng xạ. Cũng có những áp lực làm con số bị phóng đại hoặc giảm thiểu vì lý do tuyên truyền chính trị. Theo ước tính, 140.000 người dân Hiroshima đã chết bởi vụ nổ cũng như bởi hậu quả của nó. Số người thiệt mạng ở Nagasaki là 74.000. Ở cả hai thành phố, phần lớn người chết là thường dân.
Vai trò của hai vụ nổ đối với việc nước Nhật đầu hàng, cũng như hậu quả và các giải thích cho việc thả bom vẫn là chủ đề còn bàn cãi. Ở Mỹ, quan điểm đa số cho rằng hai quả bom đã chấm dứt chiến tranh sớm hơn nhiều tháng và hạn chế thiệt hại sinh mạng các bên tham chiến. Ngược lại, với nước Nhật, dư luận cho rằng chúng là không cần thiết và hành vi chống lại dân thường là vô đạo đức. Giới sử học cũng có nhiều tranh cãi rằng việc thả bom nguyên tử có thực sự khiến Nhật Bản quyết định đầu hàng hay không (bởi nhiều thành phố Nhật trước đó đã bị bom san phẳng mà Nhật vẫn không đầu hàng), hay đó là do quyết định tham chiến chống Nhật của Liên Xô khiến Nhật Bản không còn phương án tác chiến khả thi (do phải chiến đấu trên 2 mặt trận cùng lúc).
Ngày 15 tháng 8 năm 1945, Đế quốc Nhật Bản đầu hàng vô điều kiện Khối Đồng minh và ký vào văn kiện đầu hàng ngày 2 tháng 9 năm 1945, chính thức chấm dứt Chiến tranh thế giới thứ hai.

## Khởi đầu
Hoa Kỳ, với sự hỗ trợ của Anh và Canada, đã thiết kế và chế tạo những quả bom nguyên tử đầu tiên trong dự án Manhattan. Dự án ban đầu được khởi động bởi những nhà khoa học đến từ Châu Âu (có cả Albert Einstein) và các nhà khoa học Hoa Kỳ, những người lo ngại nước Đức phát-xít cũng tiến hành chương trình phát triển vũ khí nguyên tử (chương trình, sau này, được biết là có tồn tại nhưng với quy mô nhỏ hơn rất nhiều và tiến độ bị người Mỹ bỏ xa). Riêng dự án thu hút tổng cộng 130.000 người từ hơn 30 tổ chức trên khắp nước Mỹ ở thời điểm sôi động nhất và tiêu tốn tổng cộng 2 tỷ đô la Mỹ thời đó, là một trong những dự án nghiên cứu, phát triển vĩ đại nhất và tốn kém nhất của mọi thời đại.

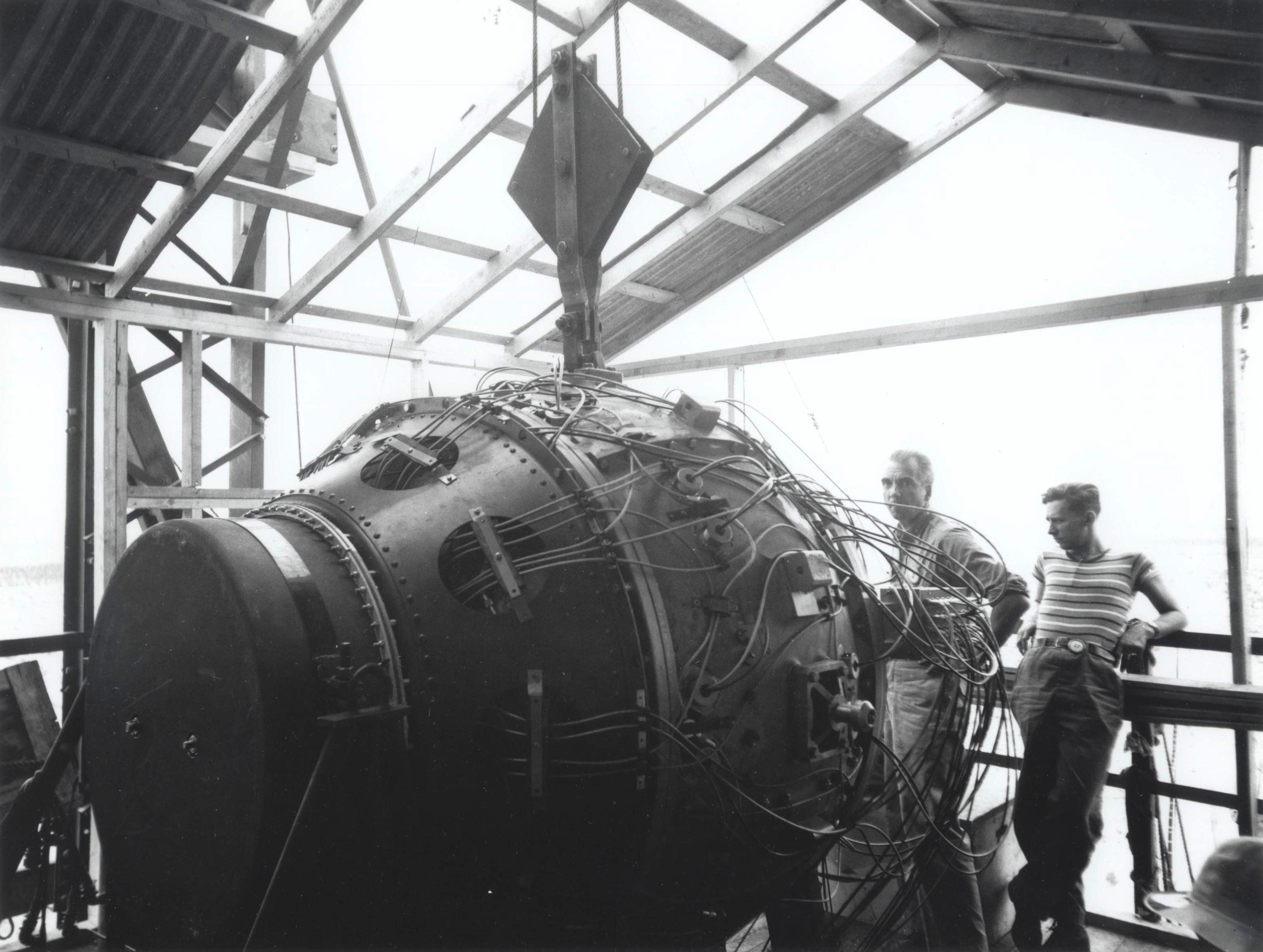
Quả bom đầu tiên "Gadget"

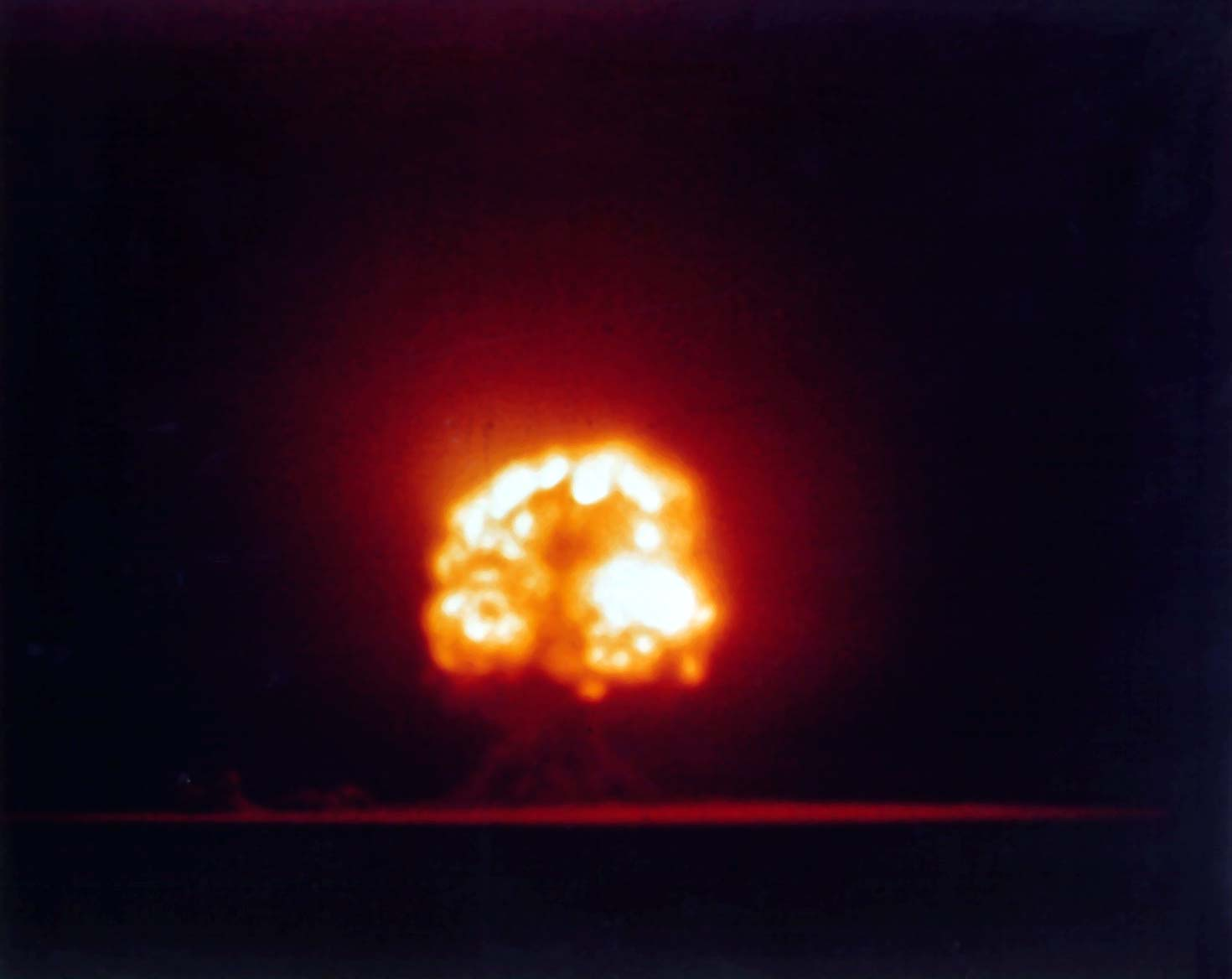
Khối cầu lửa vụ thử nguyên tử "Trinity"

Quả bom đầu tiên mang tên "Gadget" được kích nổ trong chương trình thử nghiệm "Trinity" gần Alamogordo, tiểu bang New Mexico ngày 16 tháng 7 năm 1945. Các quả bom thả xuống Hiroshima và Nagasaki là những quả thứ hai và thứ ba được chế tạo và cho đến nay, chúng vẫn là những vũ khí hạt nhân duy nhất được đưa ra sử dụng.
Trong Chiến tranh thế giới thứ hai, hai phe tham chiến đều theo đuổi chính sách ném bom chiến lược và nhằm vào cơ sở hạ tầng dân sự. Trong rất nhiều trường hợp, ném bom chiến lược cướp đi sinh mạng của vô số dân thường và gây nhiều tranh cãi. Tại Đức, cuộc tập kích hàng không chiến lược của phe Đồng Minh vào thành phố Dresden gây hậu quả là 30.000 người thiệt mạng. Theo cơ quan Lịch sử chiến tranh Nhật Bản, các cuộc ném bom thành phố Tokyo tháng 3 năm 1945 làm 72.489 người chết. Đến tháng 8 năm 1945, khoảng 60 thành phố của Nhật đã bị tàn phá trong chiến dịch ném bom ồ ạt. Tokyo và Kobe cũng hứng chịu các cuộc tập kích bằng bom ồ ạt này.
Trong hơn ba năm rưỡi tham chiến trực tiếp ở Chiến tranh thế giới thứ hai, có khoảng 400.000 người Mỹ thiệt mạng. Khoảng một nửa số đó là trong chiến tranh với nước Nhật. Cho đến trước hai vụ đánh bom nguyên tử, trận đánh chiếm đảo Okinawa dẫn đến cái chết của 50 ngàn đến 150 ngàn thường dân, 100 ngàn đến 125 ngàn binh sĩ Nhật. Thương vong phía Hoa Kỳ là 72.000. Con số khác đưa là 107.539 người chết cộng với 23.764 chết trong các hang kín và được chôn cất bởi phía Nhật. Vì con số trên vượt quá số lượng quân Nhật trên đảo, phía tình báo quân sự cho rằng có khoảng 42.000 tử vong là dân thường. Lý do phổ biến cho việc ném bom nguyên tử vào Nhật Bản là việc xâm lược các đảo chính của Nhật sẽ khiến thương vong gấp nhiều lần con số thiệt hại ở Okinawa.
Phó Tổng thống Harry S. Truman không hề biết dự án Manhattan cho đến khi Franklin D. Roosevelt qua đời. Lên nắm quyền, Truman đề nghị Bộ trưởng chiến tranh Hoa Kỳ lúc đó là Henry Lewis Stimson chủ trì một nhóm các nhân viên xuất sắc gọi là Ủy ban Nội chính bao gồm cả các nhà khoa học uy tín để cố vấn cho Tổng thống các vấn đề quân sự, chính trị và khoa học phát sinh từ việc sử dụng bom nguyên tử. Ngày 31 tháng 5, Stimson đệ trình các kết luận của ông ta trước Ủy ban này và nhóm khoa học của Ủy ban. Stimson ủng hộ việc sử dụng bom nguyên tử, "nhiệm vụ của chúng ta là kết thúc chiến tranh nhanh chóng và có lợi". Nhưng tiến sĩ Robert Oppenheimer, thành viên của nhóm khoa học, tuyên bố rằng một quả bom đó thôi cũng có thể giết tới 20 ngàn sinh mạng và nên hướng vào mục tiêu quân sự chứ không phải dân sự. Một nhà khoa học khác, Tiến sĩ Arthur Compton, đề nghị rằng nên thả quả bom vào một hòn đảo hoang vu của Nhật Bản để thị uy đồng thời giảm thiểu thiệt hại sinh mạng thường dân. Nhưng lời đề nghị này sớm bị từ chối với lý lẽ rằng, nếu phía Nhật biết trước về cuộc tấn công, máy bay ném bom sẽ bị bắn hạ hoặc quả bom đầu tiên có thể không phát nổ.
Đầu tháng 7, trên đường đi dự Hội nghị Potsdam, Truman xem xét một lần nữa quyết định sử dụng bom nguyên tử. Cuối cùng, ông ra quyết định thả bom nước Nhật. Ông tuyên bố ý định của việc yêu cầu đánh bom là để nhanh chóng mang lại giải pháp cho chiến tranh bằng cách gây ra sự tàn phá và gieo rắc kinh hoàng về những thiệt hại tiếp theo, điều đó đủ làm cho Nhật Bản chấp nhận đầu hàng.
Ngày 26 tháng 7, Truman và các lãnh tụ phe Đồng minh ra bản Tuyên bố Potsdam, vạch ra điều kiện đầu hàng cho nước Nhật:
"Chúng tôi kêu gọi chính phủ Nhật Bản ra tuyên bố đầu hàng vô điều kiện ngay lập tức cho toàn bộ lực lượng vũ trang Nhật, và đưa ra sự đảm bảo thích đáng và đầy đủ đối với thiện ý của họ trong hành động như vậy. Sự lựa chọn khác cho Nhật Bản là sự hủy diệt toàn bộ ngay lập tức."
Ngày hôm sau, các báo chí Nhật nêu rằng, bản tuyên bố, văn bản được truyền bá và trong những tờ truyền đơn thả xuống Nhật Bản đều bị từ chối. Những quả bom nguyên tử vẫn được giữ bí mật và không hề đả động trong bản tuyên bố. Chính phủ Nhật Bản không thể hiện ý định chấp nhận tối hậu thư. Thủ tướng Nhật Suzuki Kantaro còn phát biểu tại họp báo rằng Tuyên bố Potsdam chỉ là sự lặp lại của Tuyên bố Cairo và chính phủ của ông không quan tâm đến nó.
Thiên hoàng Hirohito, vốn đang chờ đợi Liên Xô trả lời những thăm dò về hòa bình, đã không có bất kỳ thay đổi lập trường của chính phủ. Ngày 31 tháng 7, ông tuyên bố rõ ràng rằng quyền lực của hoàng đế phải được bảo vệ bằng mọi giá.

### Lựa chọn mục tiêu

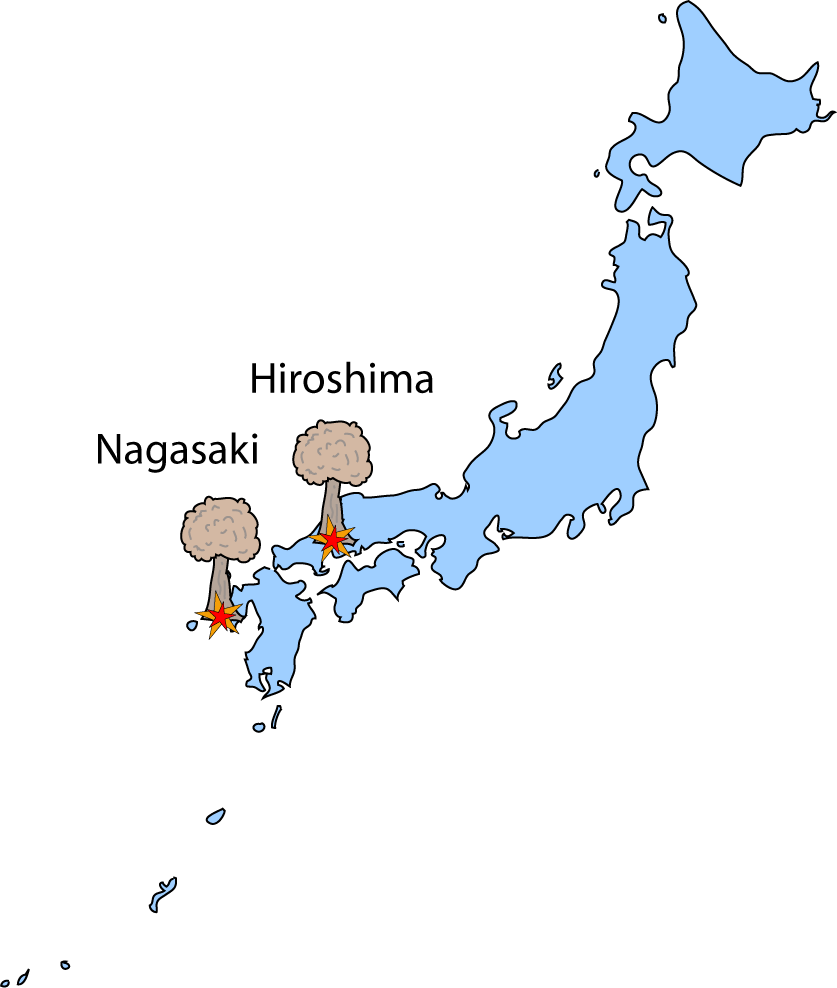
Lược đồ cho thấy vị trí thả hai quả bom nguyên tử xuống Nhật Bản

Bộ phận lựa chọn mục tiêu ở trung tâm nghiên cứu Los Alamos trong hai ngày 10 và 11 tháng 5 năm 1945 đề xuất các mục tiêu là Kyoto, Hiroshima, Yokohama và một xưởng vũ khí tại Kokura. Bộ phận này từ chối việc sử dụng vũ khí nguyên tử chỉ bó hẹp ở mục tiêu quân sự bởi khả năng để lọt mục tiêu nhỏ nằm giữa khu dân cư. Đối với ủy ban, tác động tâm lý lên nước Nhật là rất quan trọng. Họ cũng thống nhất rằng việc sử dụng bom nguyên tử lần đầu cần phải chuẩn bị kỹ lưỡng bởi vì sự quan trọng của nó sẽ gây tiếng vang quốc tế. Bộ phận này lựa chọn Kyoto bởi đây là trung tâm văn hiến của Nhật Bản, và có quy mô dân cư tốt hơn cả để đánh giá hiệu quả của vũ khí. Hiroshima được lựa chọn bởi đây là thành phố lớn, là cơ sở hậu cần quân sự quan trọng và thành phố được bao bởi các ngọn đồi – giúp gây ra hiệu ứng hội tụ, làm tăng sức hủy diệt của quả bom.
Bộ trưởng chiến tranh Henry L. Stimson bất chấp chống đối của tướng Leslie Groves – trưởng dự án Manhattan, gạt bỏ Kyoto khỏi danh sách bởi tầm quan trọng về mặt văn hóa của thành phố. Theo giáo sư Edwin O. Reischauer, Stimson biết và hâm mộ Kyoto kể từ chuyến đi trăng mật của ông từ nhiều thập kỷ trước, khi văn hóa ứng xử của thị dân nơi đây mang đến cho ông những cảm giác khó quên.
Tuy nhiên, cũng có số đông khác tin rằng chính nhà khảo cổ và sử học nghệ thuật người Mỹ Langdon Warner - chứ không phải Henry Stimson - mới là người kêu gọi chính quyền Mỹ không ném bom các thành phố mang nhiều di sản văn hóa như Kyoto. Thậm chí, ngày nay còn có các tượng đài ghi nhớ công ơn Warner ở hai thành phố Kyoto và Kamakura của Nhật Bản. Trong cuốn sách tựa đề "Ném bom nguyên tử Kyoto" xuất bản năm 1995, nhà sử học Nhật Bản Morio Yoshida lập luận rằng Langdon Warner chính là vị cứu tinh của Kyoto.
Ngày 25 tháng 7 năm 1945, tướng không quân Carl Andrew Spaatz được chỉ thị ném bom một trong những mục tiêu: Hiroshima, Kokura, Niigata hoặc Nagasaki và các thành phố khác ngay sau ngày 3 tháng 8 khi thời tiết cho phép và các vũ khí nguyên tử bổ sung nữa sẵn sàng.
Đầu năm 1945, Mỹ vẫn còn phân vân trong việc chọn mục tiêu ném bom. Nhà sử học Alex Wellerstein của Viện Công nghệ Stevens (Mỹ) cho rằng ở thời điểm đó, Mỹ còn đang cân nhắc những câu hỏi như "Mục tiêu có nên là một thành phố hay là một căn cứ quân sự? Hay là chỉ cần phô trương quả bom mà không gây thương vong". Vào mùa xuân năm 1945, quân đội Mỹ đã triệu tập một ủy ban gồm nhiều sĩ quan và các nhà khoa học để quyết định xem nên thả bom nguyên tử xuống vị trí nào. Ủy ban này xác định 2 mục tiêu của vụ thả bom nguyên tử đầu tiên là dọa cho người Nhật sợ đến mức đầu hàng không điều kiện và gây ấn tượng với cả thế giới về sức mạnh của loại vũ khí mới.
Nhà vật lý học Edward Teller cho rằng: "Hy vọng duy nhất là để mọi người thấy thấy được kết quả của những gì chúng ta đã làm. Điều này có thể giúp thuyết phục mọi người rằng cuộc thế chiến kế tiếp sẽ vô cùng tàn khốc. Vì mục đích này, việc đem sử dụng (bom nguyên tử) trong chiến trận thực tế có thể sẽ là lựa chọn tốt nhất".
Thế là ủy ban mục tiêu đã quyết định những quả bom nguyên tử của Mỹ không những phải gây thương vong mà còn phải gây ấn tượng mạnh, như xóa sổ một thành phố ra khỏi bản đồ thế giới. Điều này sẽ rất kinh khủng, nhưng họ lại muốn nó kinh khủng như vậy để chấm dứt chiến tranh thế giới thứ hai và ngăn chặn việc sử dụng bom hạt nhân trong tương lai.
Robert Norris, một thành viên Liên đoàn các nhà khoa học Mỹ và từng nhiều năm nghiên cứu lịch sử của những vụ ném bom nguyên tử đầu tiên, nhận định việc Mỹ ném bom hủy diệt Hiroshima "thật sự (khiến thế giới không còn dám nghĩ đến chiến tranh hạt nhân) nhiều năm sau đó"

## Những sự kiện từ ngày 7 đến 9 tháng 8
Sau vụ nổ ở Hiroshima, Tổng thống Truman tuyên bố, "nếu bây giờ họ không chấp nhận các điều kiện của chúng ta, họ sẽ phải gánh chịu cơn mưa tàn phá từ trên trời, những thứ chưa hề được biết đến trên Trái Đất". Ngày 8 tháng 8 năm 1945, cùng với những cảnh báo phát tới Nhật Bản từ Đài phát thanh trên đảo Saipan, khoảng 6 triệu tờ truyền đơn được thả từ trên không xuống 47 thành phố ở Nhật Bản có dân số trên 100.000 dân. Nội dung truyền đơn mô tả quả bom nguyên tử có sức tàn phá "tương đương 2.000 chiếc B-29 cùng tấn công một lúc" đồng thời yêu cầu người dân Nhật Bản "kiến nghị Thiên hoàng chấm dứt chiến tranh". Khu vực Nagasaki đã không nhận được những truyền đơn này cho đến ngày 10 tháng 8 mặc dù chiến dịch rải truyền đơn trên toàn Nhật Bản đã bắt đầu trước đó cả tháng.
Chính phủ Nhật Bản vẫn không phản ứng gì với Tuyên bố Potsdam. Thiên hoàng Hirohito, chính phủ và Hội đồng chiến tranh vẫn đang xem xét bốn yêu cầu đổi lấy sự đầu hàng của Nhật: duy trì kokutai (tổ chức đế quốc và thể chế quốc gia), giao cho các cơ quan đầu não của đế quốc trách nhiệm giải trừ vũ trang, và giải trừ quân bị, không chiếm đóng Nhật Bản và ủy quyền cho chính phủ Nhật Bản trừng phạt tội phạm chiến tranh.
Bộ trưởng Ngoại giao Xô viết Vjacheslav Mihajlovich Molotov ngày 5 tháng 8 thông báo tới Tokyo về việc hủy bỏ Hiệp ước trung lập Xô-Nhật. Chỉ vài phút sau nửa đêm ngày 8 tháng 8 giờ Tokyo, bộ binh, thiết giáp và không quân Liên Xô mở cuộc tấn công đội quân Quan Đông ở Mãn Châu. Bốn giờ sau đó, rạng sáng ngày 9 tháng 8, Tokyo nhận được lời tuyên chiến của chính phủ Liên Xô. Giới quân sự cấp cao của lục quân Nhật Bản, với sự ủng hộ của Bộ trưởng chiến tranh Anami Korechika, bắt đầu chuẩn bị ban hành lệnh thiết quân luật trong cả nước nhằm ngăn chặn bất kỳ kẻ nào nỗ lực cho hòa bình.
Trách nhiệm chuẩn bị cho nổ quả bom thứ hai được giao cho Đại tá Tibbets, chỉ huy phi đoàn 509 ở Tinian. Dự kiến đánh bom ngày 11 tháng 8 tại Kokura, trận đột kích chuyển sớm lên để tránh thời gian 5 ngày tiết trời xấu bắt đầu từ ngày 10 tháng 8. Ba quả bom ở tìnn trạng tháo rời đã được chuyển đến đảo Tinian với ký hiệu ghi bên ngoài F-31, F-32 và F-33. Ngày 8 tháng 8, việc kiểm tra lần cuối cùng hoàn thành ở Tinian bởi Thiếu tá Charles Sweeney, người sẽ lái chiếc B-29 Bockscar thả bom. Việc lắp rắp F-33 cho công tác kiểm tra và F-31 được dùng cho nhiệm vụ ngày 9 tháng 8.

## Hiroshima

### Thành phố Hiroshima trong Chiến tranh thế giới thứ hai
Tại thời điểm bị đánh bom, Hiroshima là thành phố quan trọng cả về mặt quân sự và công nghiệp. Một số doanh trại quân sự đóng sát đó bao gồm sở chỉ huy sư đoàn số 5, sở chỉ huy tập đoàn quân số 2 của Thống chế Nhật Hata Shunroku – tư lệnh phòng thủ toàn phần nam Nhật Bản. Hiroshima là căn cứ hậu cần nhỏ của quân đội Nhật Bản. Thành phố là trung tâm liên lạc, kho vận, và trung tâm lắp ráp vũ khí cho quân đội. Nó là một trong vài thành phố Nhật mà người Mỹ, với ý đồ từ sớm, chưa đánh bom, tạo môi trường lý tưởng để kiểm định tính hủy diệt của vũ khí nguyên tử. Một lý do nữa cho việc lựa chọn Hiroshima là tướng Spaatz báo cáo rằng đây là thành phố không có tù binh chiến tranh. Với những lý do trên, Washington quyết định, đây là mục tiêu số một.
Trung tâm thành phố có vài công trình bằng bê tông và các cấu trúc yếu hơn. Ngoài phạm vi trung tâm là khu vực dày đặc các cửa hiệu, nhà ở bằng gỗ. Số lượng nhỏ nhà máy công nghiệp nằm ở ngoại ô thành phố. Những ngôi nhà ở đây bằng gỗ mái dốc và rất nhiều nhà xưởng công nghiệp có khung gỗ. Toàn bộ thành phố rất dễ bị tàn phá bằng lửa.
Đầu chiến tranh, dân số Hiroshima có lúc lên đến 381.000 người, tuy vậy cho đến trước khi bị ném bom, số dân đã giảm rất nhiều bởi lệnh sơ tán của chính phủ. Lúc quả bom nguyên tử được ném xuống, ước chừng 255.000 người trong thành phố. Con số này dựa trên số dân đăng ký cư trú cộng với ước đoán lượng công nhân bổ sung và quân đội.

### Ném bom

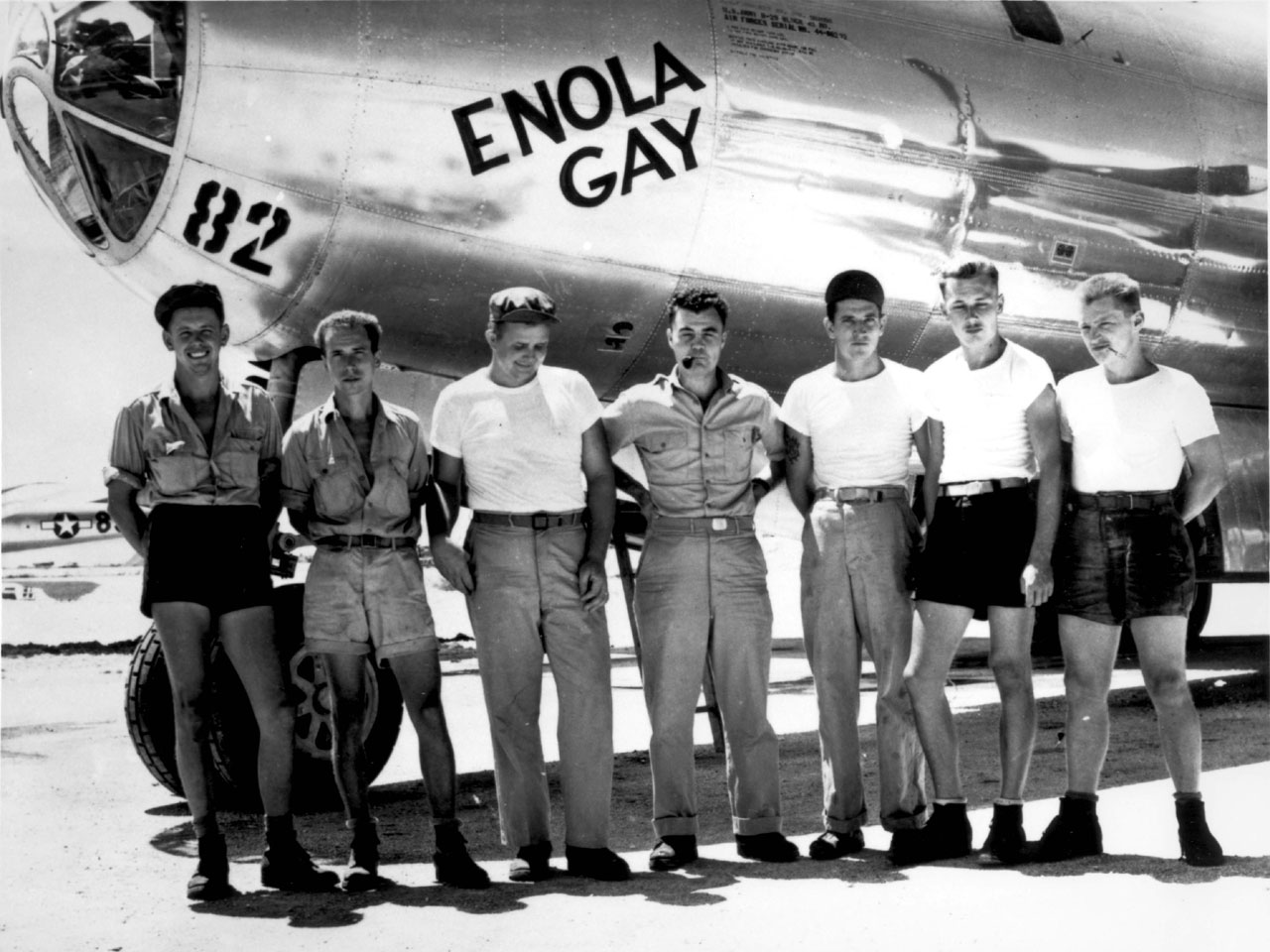
Chiếc B-29 mang tên Enola Gay và phi hành đoàn, những người thả quả bom nguyên tử "Little Boy" xuống Hiroshima 1945

Hiroshima là mục tiêu ưu tiên (số hai là Kokura và mục tiêu dự bị là Nagasaki) của nhiệm vụ tấn công nguyên tử ngày 6 tháng 8 năm 1945. Chiếc B-29 "Enola Gay" của phi đoàn 509, cơ trưởng Đại tá Paul Tibbets, xuất phát từ North Field – căn cứ không quân trên đảo Tinian ở tây Thái Bình Dương, cách Nhật Bản khoảng 6 giờ bay. Ngày thả bom là 06 tháng 8 bởi trước đó có mây hình thành trên bầu trời mục tiêu hạn chế tầm quan sát bằng mắt thường từ trên không. Ở thời điểm bom rơi, thời tiết tốt và phi hành đoàn cùng thiết bị hoạt động trôi chảy. Đại úy William Sterling Parsons đưa quả bom "Little Boy" vào tình trạng sẵn sàng sau khi máy bay cất cánh, trợ tá của ông - Morris R. Jeppson dỡ các thiết bị an toàn của quả bom 30 phút trước khi tới mục tiêu. Cuộc tấn công được thực hiện đúng như kế hoạch, quả bom rơi bởi trọng lực với 60 kg Uranium 235.
Khoảng 1 giờ trước cuộc tấn công, người Nhật đã phát hiện bằng radar một số máy bay của Mỹ tiếp cận lãnh thổ phía nam Nhật Bản. Báo động được phát ra và việc phát thanh ngừng ở nhiều thành phố, bao gồm cả Hiroshima. Các máy bay tiếp cận bờ biển với cao độ rất lớn. Lúc 8 giờ sáng, trạm radar ở Hiroshima thấy rằng số lượng máy bay đang tiến vào rất ít – không hơn 3 chiếc – và bỏ lệnh sẵn sàng đánh chặn bằng không quân (để tiết kiệm nhiên liệu và gìn giữ lực lượng không quân, người Nhật không đánh chặn những đội hình máy bay nhỏ).
Ba chiếc máy bay bị phát hiện đó đều là B-29: chiếc "Enola Gay" (đặt tên theo mẹ của Thiếu tá Tibbets ?!), chiếc "The Great Artiste" (Nghệ sĩ vĩ đại) với các thiết bị đo đạc và một chiếc khác không tên (sau đó được đặt là "Necessary Evil") là máy bay ghi hình. Cảnh báo ở mức trung bình trên sóng radio tới dân chúng rằng nên trú ẩn nếu nhìn thấy các máy bay B-29, nhưng người ta cho rằng đây là một cuộc do thám chứ không có đột kích bằng không quân.
Lúc 8 giờ 15 (giờ Hiroshima), chiếc Enola Gay thả quả bom nguyên tử "Little Boy" trên bầu trời trung tâm Hiroshima. Quả bom nổ cách mặt đất khoảng 600 m với đương lượng nổ 13 kiloton (vũ khí nguyên tử sử dụng U-235 bị coi là không có hiệu năng cao, chỉ có 1,38% khối lượng của chúng phân hạch), ngay lập tức giết chết ít nhất 90.000 người. Trong số này, có khoảng 2 ngàn người Mỹ gốc Nhật và từ 800 đến 1.000 người Mỹ khác mang hậu quả của vụ nổ. Họ là những công dân Mỹ đang theo học ở Nhật và không thể rời khỏi Nhật Bản khi chiến tranh nổ ra. Có thể có cả hàng trăm tù binh phe Đồng Minh chết trong lần này. Bán kính bị tàn phá là 1,6 km và cháy trên diện tích 4,4 km vuông. Ước tính 90% nhà cửa ở Hiroshima bị hủy diệt hoặc hư hại.

### Người Nhật biết về vụ nổ
Kiểm soát viên đài phát thanh ở Tokyo của hãng truyền thông Nhật Bản phát hiện ra rằng, trạm phát ở Hiroshima đã ngừng phát sóng. Anh ta cố gắng nối lại chương trình phát sóng ở đó bằng cách sử dụng đường điện thoại nhưng đều không thành công. Khoảng 20 phút sau, trung tâm điện tín đường sắt Tokyo cũng nhận ra điện tín ngừng hoạt động kể từ phía bắc Hiroshima trở xuống. Từ những ga xép trong vòng 16 km ngoài Hiroshima, tin tức không chính thức và nhầm lẫn về vụ nổ khủng khiếp ở Hiroshima truyền về. Tất cả các tin tức trên được truyền đến Bộ Tổng tham mưu quân đội Nhật.
Các đơn vị quân sự lặp lại cố gắng liên lạc với bộ phận quản lý quân đội ở Hiroshima. Sự im lặng tuyệt đối từ Hiroshima khiến các sĩ quan bối rối. Họ biết rằng không hề có một cuộc tập kích lớn nào cũng như không có lượng bom đạn đáng kể nào ở Hiroshima. Một sĩ quan trẻ của Bộ Tổng tham mưu được lệnh bay tới Hiroshima lập tức, hạ cánh, điều tra thiệt hại và trở về Tokyo với những tin tức đáng tin cậy. Ở Bộ Tổng tham mưu, mọi người tin rằng không có gì nghiêm trọng xảy ra và những tin tức truyền về trước đó đều là tin đồn không chân thực.
Viên sĩ quan ra sân bay và cất cánh về phía tây nam. Sau 3 giờ bay, khi còn cách Hiroshima 160 km, anh ta và viên phi công trông thấy một đám mây cực lớn của vụ nổ. Trong buổi chiều trời còn sáng, những phần chưa bị tàn phá của Hiroshima đang bốc cháy. Chiếc máy bay của họ nhanh chóng bay tới thành phố, bay quanh nó với sự hoài nghi. Một vùng đất lớn hoang tàn vẫn đang cháy và bị che phủ bởi khói dày đặc, đó là tất cả những gì còn sót lại. Họ hạ cánh xuống phía nam thành phố, và viên sĩ quan tham mưu, sau khi báo cáo về Tokyo, bắt tay ngay vào tổ chức công tác cứu hộ.
Những hiểu biết đầu tiên của Tokyo về điều thực sự gây ra thảm họa ở Hiroshima là từ bản thông báo chính thức của Nhà Trắng, 16 giờ sau khi xảy ra vụ ném bom Hiroshima.

### Thương vong sau vụ tấn công
Đến tháng 12 năm 1945, hàng ngàn người đã chết bởi vết thương, nhiễm độc phóng xạ, đưa tổng số tử vong ở Hiroshima trong năm 1945 lên 140 ngàn. Trong thời gian 1950 đến 1990, thống kê ước tính hàng trăm người chết hàng năm do nhiễm phóng xạ của hai vụ nổ Hiroshima và Nagasaki.

### Những công trình còn sót lại
Một số công trình bê tông ở Hiroshima rất vững vàng để chống động đất ở Nhật và cấu trúc của chúng đã không sụp đổ dù rằng chúng khá gần trung tâm vụ nổ. Quả bom nổ trên cao, sức ép vụ nổ từ trên xuống chứ không từ ngang thân đã giúp cho một trong những công trình đó còn tồn tại, đó là Genbaku hay A-bomb Dome (Vòm bom nguyên tử), một kiến trúc được xây dựng năm 1915 theo thiết kế của kiến trúc sư Jan Letzel người Séc. Công trình này vốn là nhà trưng bày, chỉ vài mét cách trung tâm của vụ nổ trên mặt đất chiếu từ trên không xuống. Khu đất quanh phế tích này còn có tên Khu tưởng niệm Hòa bình Hiroshima và được UNESCO đưa vào danh sách Di sản thế giới năm 1996 bất chấp phản đối của Mỹ và Trung Quốc.

## Nagasaki

### Nagasaki trong Chiến tranh thế giới thứ hai
Nagasaki đã từng là thành phố cảng lớn nhất của miền nam Nhật Bản và có vai trò hải quân rất quan trọng nhờ hoạt động công nghiệp đa dạng, từ việc sản xuất đạn dược, tàu bè, thiết bị quân sự đến các vật liệu chiến tranh khác.
Trái với nhiều mặt hiện đại của Hiroshima, số lớn nhà cửa ở đây được xây theo lối kiến trúc cổ, dùng gỗ hoặc khung gỗ, tường gỗ (có hoặc không có vữa) và mái dốc. Nhiều cơ sở công nghiệp và kinh doanh đặt trong các ngôi nhà bằng gỗ hoặc các vật liệu khác không được thiết kế để chịu đựng bom đạn. Nagasaki trong nhiều năm bị bỏ mặc phát triển không quy hoạch. Trong Thung lũng công nghiệp tập trung, nhà ở xây dựng gần các nhà máy và sát nhau.
Nagasaki chưa từng bị ném bom quy mô lớn. Tuy vậy, ngày 1 tháng 8 năm 1945, một số quả bom thông thường có sức công phá lớn đã ném xuống thành phố. Vài quả ném trúng các khu vực có xưởng đóng tàu ở tây nam thành phố, một vài quả trúng nhà máy thép và chế tạo vũ khí của Mitsubishi và sáu quả bom ném xuống bệnh viện của trường y Nagasaki trong đó có 3 quả trúng các ngôi nhà. Mặc dù thiệt hại tương đối nhỏ, bom đã gây sự lo ngại và nhiều người – chủ yếu là trẻ em – được sơ tán về vùng nông thôn, nhờ đó mà giảm số dân trong thành phố ở thời điểm nổ bom nguyên tử.
Ở phía bắc thành phố có trại giam các tù nhân từ Khối Thịnh vượng chung Anh, một số đang làm việc trong các mỏ than và chỉ biết về vụ nổ khi lên tới mặt đất. Ít nhất có 8 tù binh chết bởi vụ nổ.

### Nổ bom

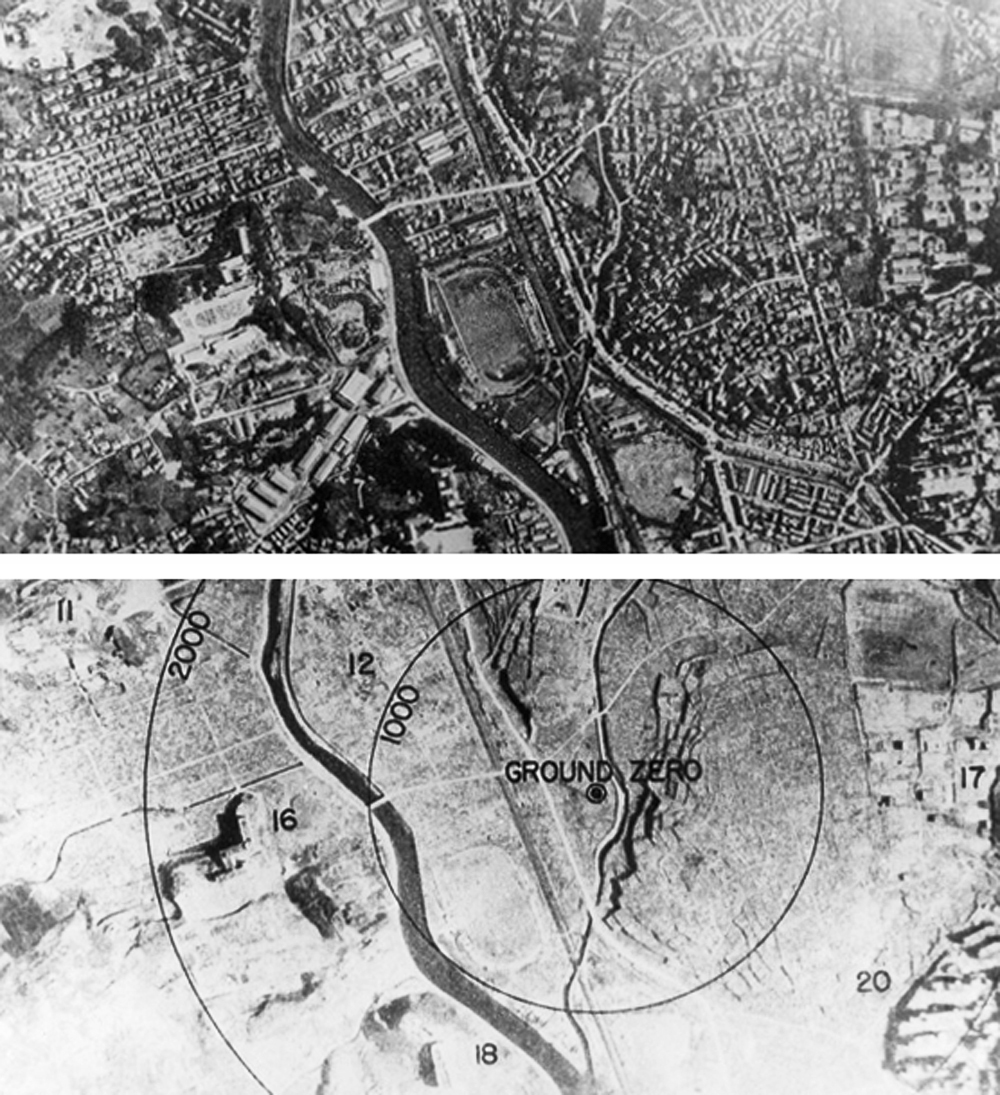
Nagasaki - trước và sau vụ nổ nguyên tử

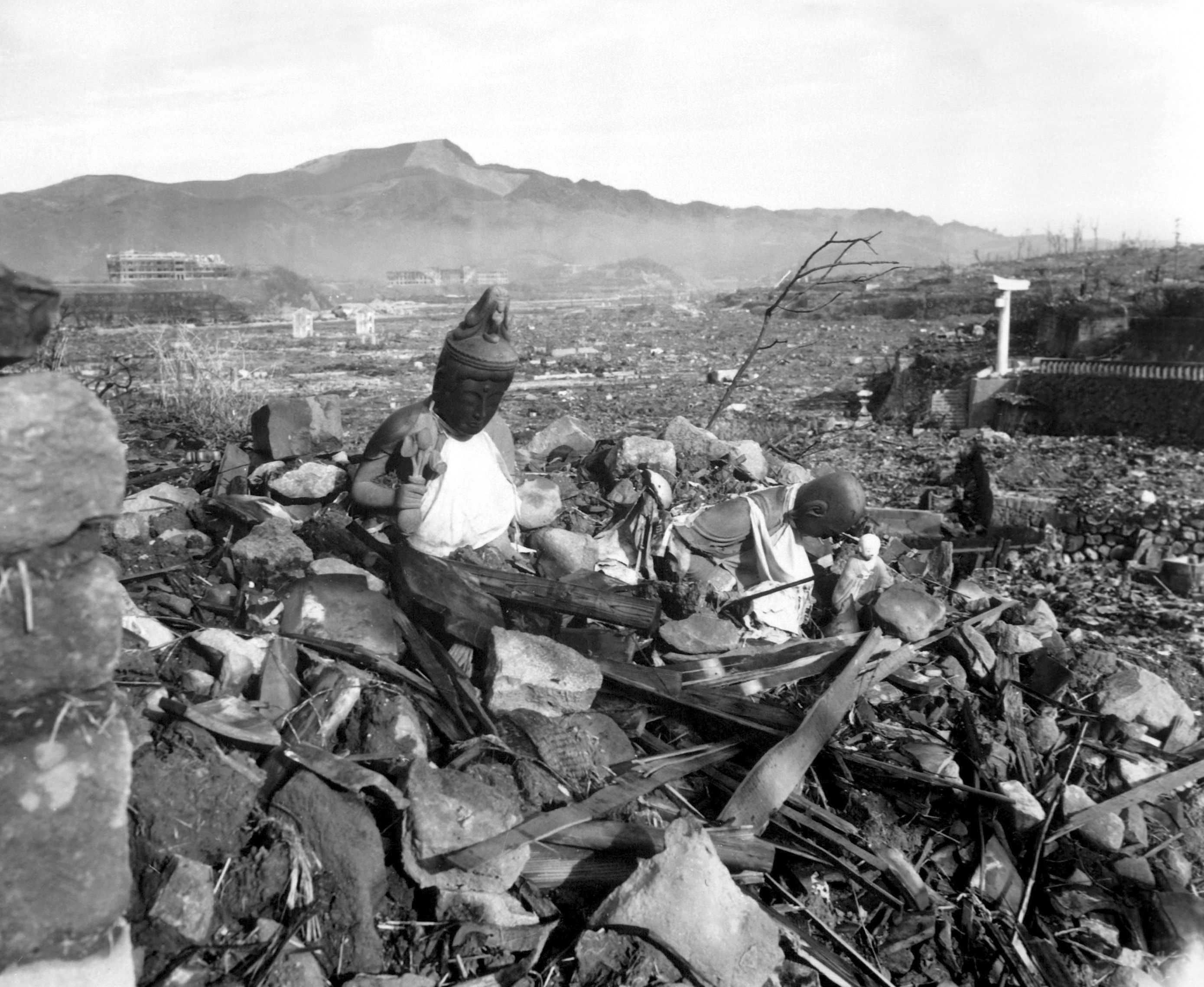
Nagasaki sau vụ nổ như một nghĩa địa khổng lồ không bia mộ

Sáng ngày 9 tháng 8 năm 1945, pháo đài bay B-29 Bock's Car, cơ trưởng Thiếu tá Charles W. Sweeney mang quả bom nguyên tử "Fat Man" với mục tiêu số một là Kokura, mục tiêu số hai là Nagasaki. Nhiệm vụ cho vụ tấn công nguyên tử thứ hai gần tương tự nhiệm vụ ở Hiroshima. Hai chiếc B-29 bay trước đó 1 giờ để kiểm tra thời tiết và hai chiếc B-29 khác bay cùng Bock's Car với nhiệm vụ đo đạc và ghi hình. Sweeney cất cánh với quả bom đã sẵn sàng và thiết bị an toàn vẫn bật.
Quan sát từ hai chiếc máy bay đi trước cho biết thời tiết ở cả hai thành phố đều tốt. Khi máy bay của Sweeney đến điểm gặp gỡ trên không ngoài khơi Nhật Bản, chiếc B-29 thứ ba (phi công là sĩ quan chiến dịch của nhóm – James I. Hopkins, Jr.) có nhiệm vụ ghi hình đã không đến được điểm hẹn này. Bock's Car và chiếc B-29 cho nhiệm vụ đo đạc đã bay vòng tròn trong 40 phút mà không gặp Hopkins. Đã chậm 30 phút so với kế hoạch, Sweeney quyết định bay đi mà không có Hopkins.
Tới lúc đến Kokura khoảng nửa giờ sau, mây che phủ 7/10 thành phố, ngăn cản tầm nhìn theo yêu cầu. Sau ba lần bay qua thành phố, với nhiên liệu của chiếc Bock's Car đã giảm do việc bơm nhiên liệu từ bồn dự trữ không hoạt động sau khi cất cánh, họ bay về mục tiêu thứ hai, Nagasaki. Tính toán tiêu thụ thực hiện trên đường bay cho thấy rằng chiếc Bock's Car không đủ nhiên liệu để tới được căn cứ trên đảo Iwo Jima và như vậy họ phải đổi hướng về đảo Okinawa. Quyết định đưa ra lúc đó là nếu Nagasaki cũng bị mây che phủ, họ sẽ mang quả bom trở về Okinawa và trả nó xuống biển trong trường hợp cần thiết. Phi công điều khiển vũ khí Fredrick Ashworth sau đó quyết định rằng sẽ sử dụng radar để tiếp cận nếu mục tiêu bị che phủ.
Vào lúc 7 giờ 50 phút giờ Nhật Bản, báo động máy bay vang lên ở Nagasaki nhưng sau đó báo yên lúc 8 giờ 30 phút. Khi chỉ có hai chiếc B-29 bay đến lúc 10 giờ 53 phút, người Nhật cho rằng đó là những máy bay do thám và không phát lệnh báo động nữa.
Vài phút sau, lúc 11 giờ, Đại úy Frederick C. Bock thả các thiết bị được gắn với ba cái dù. Những thiết bị này bao gồm những thông điệp gửi giáo sư Ryokichi Sagane, nhà vật lý hạt nhân của Đại học Tokyo, người cùng học với ba trong số các nhà khoa học nghiên cứu vũ khí hạt nhân ở Đại học California tại Berkeley, thúc giục ông nói với công chúng về nguy hiểm liên quan đến những vũ khí giết người hàng loạt này. Những thông điệp sau đó được giới quân sự tìm thấy nhưng không chuyển đến cho giáo sư Sagane.
Lúc 11 giờ 01, vào phút cuối cùng, mây đứt quãng trên bầu trời Nagasaki cho phép sĩ quan thả bom trên chiếc Bock's Car, Kermit Beahan, nhìn thấy sân vận động thành phố bằng mắt qua lớp mây mỏng. Quả bom "Fat Man", mang lõi khoảng 6,4 kg Plutonium 239 được thả xuống Thung lũng công nghiệp của thành phố. 43 giây sau, nó nổ ở 469 mét cách mặt đất, ở giữa xưởng thép và vũ khí của Misubishi ở xưởng thủy lôi của Misubishi-Urakami. Vụ nổ có đương lượng 21 kiloton, nhiệt độ cao nhất đạt được là 3.871 °C (7.000° Fahrenheit) và sức gió khoảng 1.000 km/giờ (624 mph).
Lúc bom nổ, có khoảng 200 ngàn người trong thành phố. Quả bom thả vội vàng đã nổ ở đoạn giữa hai mục tiêu chính, xưởng thép và vũ khí ở phía bắc và xưởng thủy lôi ở phía nam. Nếu bom rơi chếch về phía nam, vùng thương mại và dân cư của thành phố có thể bị thiệt hại nặng nề hơn nhiều. Đây là yếu tố chủ yếu lý giải vì sao quả bom này với đương lượng nổ lớn hơn quả "Little Boy" ở Hiroshima nhưng gây thiệt hại ít trầm trọng hơn.
Theo một số nguồn ước tính, 70.000 người trên tổng số 240.000 dân cư Nagasaki chết ngay và 60.000 người khác bị thương. Bán kính vụ nổ là 1,6 km, những đám cháy trải dài từ phần bắc của thành phố cho đến 3,2 km cách vụ nổ về phía nam. Một số lượng không tính toán được những người sống sót từ vụ nổ ở Hiroshima sơ tán đến Nagasaki và lại bị đánh bom ở đây.

## Những phương án tiếp tục tấn công nguyên tử vào Nhật Bản
Hoa Kỳ dự tính có một quả bom nữa vào tuần thứ ba tháng 8, ba quả nữa tháng 9 và ba quả tháng 10. Mục tiêu thứ 3 này được tin là Tokyo và có thể là cung điện Nhật hoàng Hirohito. Ngày 10 tháng 8, tướng Leslie Groves, giám đốc quân sự dự án Manhattan, viết trong một bản ghi nhớ gửi tướng George Marshall, tham mưu trưởng lục quân Mỹ, "quả bom tiếp theo... sẽ sẵn sàng sau ngày 17 hoặc 18 tháng 8". Cùng ngày, tướng Marshall bút phê vào bản ghi nhớ "chúng sẽ không được thả xuống Nhật Bản mà không có lệnh chính thức của Tổng thống". Có một cuộc thảo luận ở văn phòng chiến tranh về việc duy trì chế tạo bom cho đến Chiến dịch Downfall, chiến dịch xâm lược lãnh thổ Nhật Bản bắt đầu.

## Sự đầu hàng của nước Nhật và chiếm đóng củaHoa Kỳ
Cho tới ngày 9 tháng 8, Hội đồng chiến tranh của Nhật vẫn giữ 4 điều kiện đổi lấy việc đầu hàng. Cùng ngày đó, Thiên hoàng Hirohito ra lệnh cho cố vấn Kido Koichi "nhanh chóng kiểm soát tình hình" "bởi Liên Xô đã tuyên chiến với chúng ta". Ông chủ trì cuộc họp trong đó ông ủy quyền cho Bộ trưởng Ngoại giao Togo Shigenori thông báo cho phe Đồng Minh rằng Nhật Bản chấp nhận những điều kiện của họ với một điều kiện là việc tuyên bố đầu hàng "không có một yêu cầu nào xâm hại đến quyền của Thiên hoàng".
Ngày 12 tháng 8, Thiên hoàng thông báo với hoàng gia về quyết định đầu hàng của ông. Một người chú của ông, hoàng tử Asaka, hỏi liệu chiến tranh có thể tiếp tục nếu thể chế quốc gia (tức là ngôi vị Thiên Hoàng) không còn giữ được. Vua Hirohito chỉ đơn giản trả lời "tất nhiên". Bởi các điều kiện của phe Đồng Minh có vẻ không động chạm đến nguyên tắc bảo tồn Hoàng quyền, Hirohito ghi âm lời tuyên bố đầu hàng ngày 14 tháng 8 để thông báo rộng rãi toàn nước Nhật mặc dù có một sự nổi loạn ngắn ngủi của những người hiếu chiến chống lại lệnh đầu hàng.
Trong những năm sau chiến tranh, có khoảng 40.000 binh lính Mỹ chiếm đóng Hiroshima và 27.000 tại Nagasaki.

## Những người chịu hậu quả trực tiếp
Những người sống sót qua thảm họa được gọi là Hibakusha (tiếng Nhật: 被爆者), từ trong tiếng Nhật để chỉ "những người bị ảnh hưởng bởi vụ nổ nguyên tử". Nỗi đau thương bởi hai vụ nổ nguyên tử là một trong những nguồn gốc của sự yêu chuộng hòa bình ở nước Nhật sau chiến tranh. Đến năm 2005, vẫn còn 266 ngàn hibakusha ở Nhật.
Trong chiến tranh, Nhật Bản cưỡng bách nhiều người Triều Tiên đến Hiroshima và Nagasaki lao động. Theo các ước tính gần đây, khoảng 20 ngàn người Triều Tiên thiệt mạng ở Hiroshima và 2 ngàn ở Nagasaki. Như vậy cứ 7 nạn nhân ở Hiroshima thì có một người gốc Triều Tiên. Cho đến nay, họ vẫn không được thừa nhận là nạn nhân của hai vụ nổ nguyên tử và bị từ chối các quyền lợi về sức khỏe. Mặc dù được đề cập trong những năm gần đây, nhưng việc được thừa nhận xem ra còn nhiều chông gai cho dù hơn 60 năm đã qua đi.

## Nghiên cứu về tác động của bức xạ
Trong suốt tháng 8 và 9 năm 1945, các nhà khoa học Nhật Bản đã tiến hành hàng loạt ca giải phẫu pháp y khi số lượng nạn nhân không ngừng tăng. Họ mổ xẻ các nội tạng, thực hiện lấy các mô tế bào và dần dần hình thành một thư viện bệnh học mới bao gồm "hồ sơ ướt" (các mẫu nội tạng được bảo quản) để tìm hiểu thêm về tác động của bức xạ nhằm có thể cứu sống những người khác.
Ngày 15 tháng 8 năm 1945, chỉ 6 ngày sau khi xảy ra vụ thả bom ở Nagasaki, Đế quốc Nhật Bản đầu hàng vô điều kiện Khối Đồng minh và ký vào văn kiện đầu hàng ngày 2 tháng 9 năm 1945. Cuối tháng 9, các nhóm chuyên gia y tế Hoa Kỳ bắt đầu đến Nhật. Vào thời điểm đó, các nhà khoa học Nhật Bản đã thu thập một kho lưu trữ lớn các cơ quan nội tạng mà họ hy vọng sẽ trị khỏi cho nhiều bệnh nhân. Các nhóm chuyên gia y tế Hoa Kỳ đã làm việc cùng các đồng nghiệp Nhật nhưng đến tháng 11 thì họ đã tự thu thập các mẫu nội tạng và đưa chúng về Hoa Kỳ. Các phần tử thi từ ít nhất 218 ca phẫu thuật cùng với 1.400 mẫu khác đã được chuyển đến Washington, D.C., nhằm phục vụ cho nghiên cứu chuyên sâu. Các mẫu nội tạng được đưa tới Hoa Kỳ đã mất tất cả những mối liên hệ cá nhân và đặc tính của chúng. Chúng không còn đơn thuần là xác người nữa mà đã trở thành những phần nhỏ hơn cho một kiến thức mới mẻ về cơ thể.
Trong khi phần lớn "kho lưu trữ ướt" buổi ban đầu là do sự thu thập của các nhà khoa học Nhật Bản thì Ủy ban thương vong bom nguyên tử Hoa Kỳ (Atomic Bomb Casualty Commission - ABCC) đã tiếp tục thu thập mẫu suốt nhiều năm sau đó nhằm mục tiêu thành lập một bệnh xá ở Hiroshima để điều trị cho các nạn nhân bức xạ cũng như thu thập tài liệu khám nghiệm tử thi. Trong khi có những gia đình Nhật Bản sốt sắng với dự định của Hoa Kỳ thì cũng có một bộ phận xem ABCC là "tổ chức cướp xác".
Buổi ban đầu khi đưa mẫu nội tạng người sang Hoa Kỳ, chúng được giấu rải rác trong các tòa nhà quanh thủ đô Washington, D.C. sau đó được lưu trữ tại Viện nghiên cứu bệnh học lực lượng vũ trang (Armed Forces Institute of Pathology - AFIP) đi vào hoạt động vào năm 1955. Tất cả mẫu nội tạng mang từ Nhật Bản sang sẽ được chuyển đến phòng chuẩn bị trong Đơn vị nguyên tử của AFIP. Tại đây sẽ có các con số và thẻ nhận dạng được cung cấp nhằm loại bỏ danh tính của các tử thi. Thời gian trôi đi, việc lập danh mục ngày càng trở nên lộn xộn khiến các mẫu vật dần bị mất đi ý nghĩa. Chính trong bối cảnh lộn xộn mẫu vật mà Hoa Kỳ bắt đầu chấp nhận yêu cầu của Nhật Bản nhằm hồi hương các phần thi thể người về lại cố quốc. Trong thập niên 1960, tình cảm dân tộc chủ nghĩa bắt đầu bồi đắp ở Nhật Bản với không ít oán giận hướng về Hoa Kỳ. "Kho lưu trữ ướt" là trọng tâm chính của mọi căng thẳng và Người Nhật muốn lấy lại. Mãi tới tháng 5 năm 1973 thì quá trình trao trả mới hoàn tất.

## Những ý kiến xung quanh hai vụ nổ nguyên tử

### Ý kiến bất đồng
Những ý kiến phản đối việc thả bom nguyên tử chủ yếu ở hai điểm:
1. Việc thả bom gây thương vong số lượng lớn nhằm vào dân thường đương nhiên là hành vi trái với đạo đức.
2. Việc thả bom đứng về mặt chiến thuật quân sự là không cần thiết và không thể biện minh.

#### Hành vi trái đạo đức truyền thống
Một số cá nhân và tổ chức chỉ trích việc ném bom, nhiều người trong số họ cho rằng đó là tội ác chiến tranh hoặc tội ác chống lại loài người. Hai nhân vật tiêu biểu là Albert Einstein và Leó Szilárd, những người trước đó cùng ký tên vào bức thư gửi Tổng thống Roosevelt, cổ vũ công việc nghiên cứu, phát triển bom nguyên tử năm 1939. Szilárd, người đã tham gia tích cực trong Dự án Manhattan, lý luận:
"Hãy để tôi đề cập chủ yếu về vấn đề đạo đức: Giả sử nước Đức phát triển thành công hai quả bom nguyên tử trước chúng ta. Và giả sử nước Đức thả hai qua bom đó, ví dụ, xuống Rochester và Buffalo (hai quận nhỏ ở tiểu bang New York, Hoa Kỳ), rồi sau đó họ bại trận. Liệu có ai băn khoăn không khi chúng ta cho đó là tội ác chiến tranh và sẽ kết tội người Đức về hành vi đó trước tòa án Nürnberg rồi treo cổ họ?"
Một số nhà khoa học làm việc cho dự án bom nguyên tử đã chống lại việc sử dụng chúng. Bảy nhà khoa học, đứng đầu là Tiến sĩ James Franck, đệ trình một bản báo cáo lên Ủy ban Nội chính của tổng thống Truman tháng 5 năm 1945, rằng:
"Nếu Hoa Kỳ là quốc gia đầu tiên sử dụng những vũ khí hủy diệt bừa bãi này, nó sẽ đánh mất sự ủng hộ của công chúng trên toàn thế giới, khích động chạy đua vũ trang và ngăn cản khả năng đạt được thỏa thuận quốc tế về kiểm soát loại vũ khí này trong tương lai."
Ngày 8 tháng 8 năm 1945, tác giả người Pháp Albert Camus viết về thảm họa ở Hiroshima trên một ấn bản tiếng Pháp là Chiến trận (Combat):
"Xã hội cơ khí đã đạt đến giai đoạn đỉnh cao của sự man rợ. Trong tương lai gần, chúng ta sẽ phải lựa chọn giữa tự sát tập thể và việc sử dụng sáng suốt những thành tựu khoa học [...] Điều này không chỉ đơn thuần là một lời cầu mong nữa; nó phải trở thành một mệnh lệnh chuyển đến các chính phủ từ quần chúng nhân dân, mệnh lệnh cho lựa chọn rõ ràng giữa lý trí và địa ngục."
Năm 1946, trong một bản báo cáo của Tổ chức nhà thờ liên bang với tên Chiến tranh nguyên tử và niềm tin Thiên chúa có một đoạn như sau:
"Là những người Thiên chúa Hoa Kỳ, chúng ta hối tiếc về sự lạm dụng thiếu trách nhiệm vũ khí nguyên tử. Chúng ta đều đồng cảm rằng, trên nguyên tắc, dù là sự nhìn nhận của bất kỳ người nào đối với chiến tranh, việc ném bom nguyên tử xuống Hiroshima và Nagasaki là không thể biện hộ được về mặt đạo đức."
Năm 1963, hành vi ném bom nguyên tử là đối tượng xem xét của phán quyết tại Tòa án Hiến pháp trong vụ xử Ryuichi Shimoda et al. v. The State. Trong đúng ngày tròn 22 năm sự kiện tấn công Trân Châu Cảng, tòa án hạt Tokyo đã từ chối xét xử tính hợp pháp nói chung của việc sử dụng vũ khí hạt nhân, nhưng phán quyết rằng "vụ tấn công Hiroshima và Nagasaki đã gây ra những thiệt hại nặng nề và không phân biệt quân đội và dân thường, theo nghĩa đó chúng đã vi phạm những nguyên tắc cơ bản nhất khi tiến hành chiến tranh".
Cũng theo một ý kiến của tòa, hành vi ném bom nguyên tử vào các thành phố được điều tiết bởi luật pháp quốc tế tại Công ước Hague về chiến tranh trên bộ năm 1907 và Dự thảo công ước Hague về chiến tranh đường không năm 1922-1923 và theo đó là không hợp pháp.
Với việc sử dụng vũ khí hạt nhân đầu tiên, việc ném bom xuống hai thành phố Hiroshima và Nagasaki thể hiện sự vi phạm những cấm cản tối thiểu, Peter Kurznick, giám đốc viện Nghiên cứu hạt nhân tại Đại học châu Mỹ tại Washington viết về Tổng thống Truman:
"Ông ta biết rằng ông ta đã bắt đầu một quá trình hủy diệt sự sống. Đó không chỉ là tội ác chiến tranh; đó là tội ác chống lại loài người."
Kurznick là một trong các nhà quan sát tin rằng động lực khiến Hoa Kỳ thực hiện việc ném bom là ý muốn thể hiện quyền năng của loại vũ khí mới trước Liên Xô. Nhà sử học Mark Selden của Đại học Cornell cho rằng "gây ấn tượng với người Nga còn quan trọng hơn là kết thúc chiến tranh với Nhật Bản".
Takashi Hiraoka, thị trưởng thành phố Hiroshima, người ủng hộ giải trừ vũ khí hạt nhân, nói trong phiên thẩm vấn của Tòa án Công lý Quốc tế Hague:
"Một điều rõ ràng là việc sử dụng vũ khí hạt nhân, thứ vũ khí giết người hàng loạt và mù quáng để lại hậu quả trên những người sống sốt hàng nhiều thập kỷ sau đó là sự xâm phạm pháp luật quốc tế."
Iccho Ito, thị trưởng thành phố Nagasaki, tuyên bố trong cùng phiên tòa:
"hậu duệ của những người sống sót sau vụ ném bom nguyên tử sẽ còn phải được theo dõi để nhận biết đầy đủ ảnh hưởng di truyền, điều đó có nghĩa là những thế hệ này sống với nỗi lo âu trong nhiều thập kỷ tới [...] với năng lượng khủng khiếp cùng khả năng tàn sát và hủy diệt của chúng, vũ khí hạt nhân không phân biệt binh lính với dân thường, không phân biệt công trình quân sự và dân sự [...] Việc sử dụng vũ khí hạt nhân [...] do đó là một sự xâm phạm hiển nhiên luật pháp quốc tế."
John Bolton, cựu đại sứ Hoa Kỳ tại Liên hiệp quốc lấy Hiroshima và Nagasaki làm những ví dụ cho thấy vì sao Mỹ không nên tham gia Tòa án tội phạm quốc tế:
"Ví dụ, việc xem xét công bằng hiệp ước Hiệp ước Roma về Tòa án tội phạm quốc tế, khiến một nhà quan sát khách quan không thể tự tin trả lời rằng liệu Hoa Kỳ đã phạm những tội ác chiến tranh chưa khi ném bom xuống Đức và Nhật Bản trong Chiến tranh thế giới thứ hai. Thực vậy, nếu giải thích thẳng thắn lời lẽ của hiệp ước có thể chỉ ra rằng tòa án sẽ qui kết nước Mỹ đã phạm tội. Hơn nữa, những điều khoản ở đây dường như ám chỉ rằng Hoa Kỳ đã phạm vào tội ác chiến tranh khi thả bom nguyên tử xuống Hiroshima và Nagasaki. Điều này (tức ngôn từ của Hiệp ước) là không thể chấp nhận được và không thể để tồn tại."
Tuy rằng hành vi ném bom nguyên tử chưa thể gọi là tội diệt chủng, một số người cho rằng định nghĩa diệt chủng quá chặt và nên coi hành vi ném bom đó là sự diệt chủng. Ví dụ, nhà sử học Bruce Cunnings của Đại học Chicago tuyên bố rằng có sự đồng thuận giữa các nhà sử học với quan điểm của Martin Sherwin: "ném bom Nagasaki, với cái nhìn bao dung nhất, là không cần thiết; với cái nhìn nghiêm khắc nhất, là hành vi diệt chủng."

#### Không cần thiết về mặt quân sự
Những người lập luận rằng việc ném bom là không cần thiết về mặt quân sự giữ quan điểm rằng Nhật Bản lúc đó đã bị đánh bại và sẵn sàng đầu hàng.
Một trong những nhân vật nổi tiếng nhất ở thời đó có quan điểm này là Đại tướng Dwight D. Eisenhower. Ông viết trong hồi ký The White House Years (Những năm ở Nhà trắng):
"Năm 1945, Bộ trưởng Chiến tranh Stimpson, khi đó đến thăm tổng hành dinh của tôi ở Đức, thông báo cho tôi rằng chính phủ chúng ta đang chuẩn bị thả bom nguyên tử xuống Nhật. Tôi là một trong những người cảm thấy rằng có những lý do vững vàng để nghi vấn sự sáng suốt của hành động đó. Trong khi ông ta kể về những sự việc liên quan, tôi cảm thấy buồn chán và đã nói với ông ta về những sự hoài nghi của tôi, thứ nhất, tôi tin rằng Nhật Bản thực sự đã bị đánh bại và việc ném bom là không hoàn toàn cần thiết, và thứ hai, tôi cho rằng việc sử dụng vũ khí đó là không bắt buộc nhằm hạn chế thương vong cho lính Mỹ bởi đất nước chúng ta nên tránh một ý tưởng làm thế giới rung chuyển bằng cách sử dụng vũ khí đó."
Các tướng lĩnh khác của quân đội Hoa Kỳ không đồng ý với sự cần thiết của việc ném bom gồm Đại tướng Douglas MacArthur (tướng lĩnh cao cấp nhất của Chiến trường Thái Bình Dương), Đô đốc Hạm đội William D. Leahy (quan chức cao cấp nhất của văn phòng điều hành của Tổng thống), Đại tướng Carl Spaatz (tư lệnh không quân chiến lược Hoa Kỳ ở Thái Bình Dương), Trung tướng Carter Clarke (sĩ quan tình báo quân sự), và một số người khác.
"Nhật Bản trước đó đã đề nghị hòa bình. Từ quan điểm quân sự thuần túy, bom nguyên tử không có vai trò quyết định đánh bại nước Nhật" -- theo lời Đô đốc hạm đội Chester W. Nimitz, tư lệnh Hạm đội Thái Bình Dương.
"Việc sử dụng bom nguyên tử ở Hiroshima và Nagasaki không hỗ trợ về mặt vật chất cho cuộc chiến của chúng ta với nước Nhật. Người Nhật đã thực sự bại trận và sẵn sàng đầu hàng" -- ý kiến của Đô đốc Hạm đội William D. Leahy.
Cuộc nghiên cứu về ném bom chiến lược Hoa Kỳ, đã phỏng vấn hàng trăm lãnh đạo dân sự và quân sự Nhật Bản sau khi nước Nhật đầu hàng, báo cáo:
"Dựa trên cuộc điều tra chi tiết thực tế, và với lời khai của các quan chức Nhật Bản liên quan, ý kiến tin chắc rằng nước Nhật sẽ đầu hàng trước ngày 31 tháng 12 và có khả năng trước ngày 1 tháng 11 năm 1945 mà không cần đến vụ ném bom nguyên tử, thậm chí là không cần Liên Xô tham chiến, và cũng không cần một cuộc đổ bộ nào."
Nghiên cứu cũng cho rằng những đợt ném bom thông thường vẫn cần thiết để buộc Nhật Bản đầu hàng.
Nhiều người, trong đó có Đại tướng MacAthur đồng ý rằng Nhật Bản sẽ đầu hàng trước khi bị ném bom nguyên tử nếu Hoa Kỳ cho họ biết rằng Thiên hoàng Hirohito sẽ vẫn là người đứng đầu Nhật Bản trên danh nghĩa, điều kiện này sau đó vẫn được chấp nhận khi Nhật ký văn bản đầu hàng. Giới lãnh đạo Hoa Kỳ đã biết được mong muốn của Nhật Bản khi giải mã những bức điện tín của Nhật Bản, nhưng từ chối thể hiện rõ thiện chí chấp nhận điều kiện này. Trước khi bị ném bom, lập trường của giới lãnh đạo Nhật Bản đã có sự phân hóa. Một số nhà ngoại giao ủng hộ đầu hàng, trong khi các lãnh đạo quân sự cam kết chiến đấu cho một "trận chiến quyết định" trên đảo Kyushu, hi vọng có được điều kiện tốt hơn để đình chiến sau đó. Chính phủ Nhật Bản khi đó chưa quyết định điều kiện nào có thể nhượng bộ trừ yêu cầu giữ lại biểu tượng hoàng gia. Chỉ khi có sự can thiệp của Thiên hoàng, bất đồng mới chấm dứt. Sau đó, như đã nói ở trên, có một cuộc nổi loạn nhỏ của giới quân sự không chấp nhận đầu hàng.
Ngày 06 tháng 8 năm 1945, Đại nguyên soái Liên Xô là Stalin là một trong những người đầu tiên được báo cáo rằng Mỹ đã thả xuống Hiroshima một quả bom nguyên tử. Sau đó, Stalin thốt lên những lời cảm thông về số phận của những thường dân Nhật bị bom nguyên tử giết hại hàng loạt: 
"Chiến tranh là một điều man rợ, nhưng việc sử dụng bom nguyên tử - nó là sự điên cuồng! Hơn nữa, nó là không cần thiết. Nhật Bản đã cam chịu thất bại rồi".
Sử gia Tsuyoshi Hasegawa có nghiên cứu đưa đến kết luận rằng những quả bom không phải phải là lý do chủ yếu của sự đầu hàng. Ông cho rằng, lý do chính là những chiến thắng nhanh chóng và to lớn của quân đội Liên Xô ở Mãn Châu.

### Ý kiến ủng hộ
Những người ủng hộ việc ném bom, nói chung khẳng định rằng hai vụ nổ đã kết thúc chiến tranh sớm nhiều tháng, vì vậy đã cứu sống nhiều sinh mạng. Họ cho rằng cuộc tấn công của Liên Xô sẽ chỉ có thể đánh bật Nhật ra khỏi lục địa châu Á chứ không thể đánh bại được Nhật Bản tại chính quốc vì Nhật là một đảo quốc, với tiềm lực yếu của Hải quân Liên Xô (tải trọng Hạm đội 125.000 tấn so với 1.300.000 tấn của Nhật, lại tập trung ở châu Âu) thì không thể thực hiện một cuộc vượt biển quy mô lớn sang đánh Nhật được.
Tổng số lính Nhật trên bốn hòn đảo chính quốc khi chiến tranh kết thúc là 4,335,500 người, gồm 2,372,700 thuộc Lục quân và 1,962,800 lính thuộc Hải quân. Trong một nghiên cứu được thực hiện bởi các Tham mưu trưởng Liên quân vào tháng Tư, con số thương vong khi thực hiện chiến dịch Olympic 90 ngày sẽ có tổn thất 456.000 thương vong, trong đó có 109.000 người chết hoặc mất tích. Nếu thực hiện chiến dịch Coronet mất thêm 90 ngày, tổn thất kết hợp sẽ là 1.200.000 thương vong, với 267.000 ca tử vong, cao hơn gấp nhiều lần số người thiệt mạng vì bom nguyên tử.
Hai quả bom nguyên tử đã đánh sập hoàn toàn tinh thần của người Nhật hai ngày trước cuộc tấn công của Liên Xô. Họ cũng cho rằng nếu Chiến dịch Olympic (giai đoạn thứ nhất của chiến dịch Downfall) đổ bộ quân Mỹ vào Nhật Bản ngày 1/10/1945 được tiến hành và sau đó là giai đoạn hai - Chiến dịch Coronet, sẽ có thương vong lớn cho cả hai bên, dự đoán là khoảng nửa triệu quân Mỹ (gấp đôi số người chết do bom nguyên tử) và hàng triệu lính Nhật khác. Thậm chí là dù việc đổ bộ được trì hoãn thì những thiệt hại bởi ném bom thông thường và việc người Nhật vẫn chiếm đóng những vùng châu Á cũng gây nhiều đổ máu. Quân đội Nhật Bản còn trên 7 triệu binh sĩ, trong đó hơn 4 triệu đóng trên lãnh thổ Nhật, do đó việc Liên Xô đánh bại 1 triệu quân Nhật ở Mãn Châu cũng không có ý nghĩa gì đáng kể.
Giới quân sự Nhật thống nhất chống lại bất kỳ nhượng bộ nào, và chỉ chấp nhận đầu hàng với những điều kiện không quá bất lợi cho Nhật. Chủ nghĩa quân phiệt Nhật thức tỉnh cùng cuộc Đại khủng hoảng đã thủ tiêu rất nhiều nhà cải cách, những người tìm cách kiểm soát quyền lực của giới quân sự, tiêu biểu trong số này là Takahashi Korekiyo, Saito Makoto và Inukai Tsuyoshi, tạo ra một môi trường mà bất kỳ sự phản đối chiến tranh nào đều đồng nghĩa với sự đe dọa tính mạng.
Trong khi giới lãnh đạo dân sự sử dụng những kênh ngoại giao bí mật cho nỗ lực đàm phán hòa bình, họ không thể đàm phán đầu hàng hoặc chỉ là ngừng bắn. Đế quốc Nhật Bản, quốc gia quân chủ lập hiến, chỉ tiến hành đàm phán khi có sự thống nhất của toàn bộ nội các. Vào mùa hè 1945, Hội đồng chiến tranh tối cao Nhật Bản, bao gồm các đại diện của lục quân và hải quân cùng chính phủ dân sự, đã không có được số đông ủng hộ để công việc thoả hiệp được bắt đầu.
Bế tắc chính trị hình thành giữa giới lãnh đạo quân sự và lãnh đạo dân sự của Nhật. Quân đội càng lúc càng nâng cao quyết tâm kháng cự bằng mọi giá trong khi giới lãnh đạo dân sự tìm giải pháp thỏa hiệp kết thúc chiến tranh. Quyết định càng trở nên phức tạp khi mà đại diện quân đội Thiên Hoàng phải có mặt trong thành phần chính phủ. Điều này có nghĩa là giới quân sự có thể phản đối bất kỳ quyết định nào bằng cách phế truất bộ trưởng chiến tranh, vì thế mà quân đội là thế lực lớn nhất trong Hội đồng chiến tranh tối cao. Đầu tháng 8 năm 1945, trong nội các đã có tình hình khá cân bằng giữa những người phản đối và những người ủng hộ việc đầu hàng. Phe chủ chiến gồm Bộ trưởng chiến tranh - tướng Anami Korechika, tướng Umezu Yoshijiro và Đô đốc Toyoda Teijiro, đứng đầu là Bộ trưởng Anami. Phe hoà bình gồm Thủ tướng Suzuki Kantaro, Bộ trưởng Hải quân Yonai Mitsumasa và Bộ trưởng ngoại giao Togo Shigenori, đứng đầu là Bộ trưởng Togo.
Phe chủ hòa, coi hai quả bom là biện minh cho sự đầu hàng. Kido Koichi, một trong những cố vấn thân cận của Nhật hoàng Hirohito đưa ra "chúng ta, phe mong muốn hòa bình có sự góp phần của quả bom nguyên tử để vận động chấm dứt chiến tranh". Sakomizu Hisatsune, thành viên nội các năm 1945 gọi sự kiện ném bom nguyên tử là "cơ hội bằng vàng trời ban cho nước Nhật để ra khỏi chiến tranh". Giới lãnh đạo dân sự chủ hòa giờ đây có thể dùng cảnh điêu tàn của Hiroshima và Nagasaki để thuyết phục phe quân sự rằng không lòng can đảm nào, không tài năng nào, và không trận chiến dũng cảm có thể giúp Nhật đối phó với một cường quốc có vũ khí nguyên tử. Bộ máy lãnh đạo đã có được quyết định thống nhất đầu hàng và chấp nhận những điều kiện của Tuyên bố Potsdam.
Những người ủng hộ việc ném bom cũng chỉ ra rằng, kéo dài thời gian chờ nước Nhật đầu hàng chẳng phải là lựa chọn không có mất mát – chiến tranh cướp đi 200 ngàn sinh mạng không phải binh lính trên toàn Châu Á mỗi tháng. Từ tháng 2 năm 1945, ném bom thông thường giết hơn 100 ngàn người ở Nhật mỗi tháng, trực tiếp và gián tiếp. Và việc ném bom này sẽ tiếp diễn cho đến lúc quân Mỹ đổ bộ vào Nhật. Chiến dịch Starvation phong tỏa bằng tàu ngầm và thủy lôi, đã o bế hiệu quả việc vận chuyển hàng hóa về Nhật Bản. Chiến dịch phá hoại hoạt động đường sắt của Nhật cũng chuẩn bị được triển khai, ngăn cách các thành phố trên đảo Honshu với những vùng trồng lương thực khác. Nhà sử học Irokawa Daikichi ghi lại "ngay sau ngừng bắn, có khoảng 10 triệu người sắp chết đói". Cùng lúc đó, chiến sự vẫn tiếp diễn ở Philippines, Tân Guinea và Borneo. Các cuộc tấn công chuẩn bị nổ ra trong tháng 9 ở miền nam Trung Quốc và bán đảo Mã Lai.
Nước Mỹ lường trước được sẽ có tổn thất rất lớn về người nếu đưa quân vào Nhật Bản mặc dù số lượng thương vong dự kiến vẫn còn bàn cãi. Thương vong còn phụ thuộc vào sức kháng cự của người Nhật và kịch bản đổ bộ chỉ vào đảo Kyushu tháng 11 năm 1945 hay cả vào gần Tokyo tháng 3 năm 1946. Nhiều năm sau chiến tranh, cựu Bộ trưởng ngoại giao James Byrnes cho rằng có thể nước Mỹ sẽ mất thêm 500 ngàn sinh mạng nữa trong mùa hè 1945. Những nhà hoạch định Mỹ dự kiến 20.000 đến 110.000 lính tử trận nếu triển khai đổ bộ lên lãnh thổ Nhật Bản tháng 11 năm 1945 và số bị thương từ ba đến bốn lần con số trên. Nên nhớ, tổng số lính Mỹ chết trận trên tất cả các mặt trận trong gần bốn năm tham chiến là 292.000.
Bom nguyên tử đưa Chiến tranh thế giới thứ hai ở Châu Á nhanh chóng chấm dứt, giải thoát hàng triệu con người trong những vùng bị chiếm đóng bao gồm nhiều ngàn người phương Tây. Hơn nữa, quân đội Nhật đã tiến hành giết người hàng loạt, con số lên đến hàng triệu bằng vũ khí hóa học và vũ khí vi trùng. Chiến tranh sớm kết thúc cũng có nghĩa là không còn những đổ máu tương tự.
Trong một mệnh lệnh của Bộ chiến tranh Nhật Bản ngày 1 tháng 8 năm 1944, tất cả tù binh phe Đồng minh, lên đến hơn 100 ngàn người, sẽ bị hành quyết nếu chiến sự xảy ra trên lãnh thổ Nhật Bản.
Những người ủng hộ vũ khí nguyên tử lý luận tiếp, chính phủ Nhật Bản đã huy động một cuộc chiến tranh tổng lực, thường dân gồm cả phụ nữ và trẻ em phải làm việc trong các nhà máy, cơ sở quân sự và phải chiến đấu chống lại lực lượng đổ bộ. Linh mục John A. Siemens, giáo sư triết học hiện đại ở Đại học Thiên chúa Tokyo và là một nhân chứng của vụ nổ nguyên tử ở Hiroshima viết:
"Chúng tôi đã tranh luận với nhau về tính đạo đức của việc sử dụng vũ khí này. Một số người cho rằng nó cũng tương tự như sử dụng khí độc chống lại dân thường. Một số khác có quan điểm rằng trong cuộc chiến tranh tổng lực mà nước Nhật thực hiện, không có khác biệt giữa dân thường và binh lính, và quả bom tự nó là công cụ hiệu quả chấm dứt đổ máu, buộc nước Nhật đầu hàng và nhờ đó tránh được sự tàn phá khủng khiếp. Điều đó có vẻ hợp lý theo tôi – người ủng hộ lý luận rằng về nguyên tắc, chiến tranh không thể coi là chống lại dân thường khi đó là chiến tranh tổng lực".
Một số người còn nhấn mạnh tầm quan trọng chiến lược của Hiroshima là tổng hành dinh của tư lệnh Tập đoàn quân số 2, và Nagasaki – trung tâm sản xuất đạn được chủ chốt.
Nhà sử học của Mỹ Richard B Frank đưa ra trong cuốn sách Downfall phát hành năm 1999. Ông khẳng định:
"Sẽ chỉ là ảo tưởng nếu cho rằng chiến tranh có thể kết thúc trước khi Mỹ dùng tới bom nguyên tử".
David McCullough lại muốn tìm một sự giải thích thực dụng đối với động cơ của Truman, theo đó bom nguyên tử được dùng để giảm bớt thiệt hại của Mỹ dù nó sẽ gây ra thương vong hàng loạt cho thường dân:
"Làm thế nào mà một vị tổng thống, hoặc những người có trách nhiệm, có thể trả lời nhân dân Mỹ... nếu sau khi mất một biển máu để xâm chiếm Nhật Bản, người Mỹ mới biết rằng thứ vũ khí có khả năng chấm dứt cuộc chiến đã được chế tạo xong từ giữa mùa hè và không được sử dụng?".
Trong tuyên bố Nhật Bản đầu hàng, Nhật Hoàng Hirohito nói rằng sự xuất hiện của thứ vũ khí mới cũng là một trong các nguyên nhân thúc đẩy ông ra lệnh đầu hàng: Hơn nữa, đối phương bây giờ đã có một loại vũ khí mới và khủng khiếp với sức mạnh để tiêu diệt nhiều sinh mạng vô tội và làm thiệt hại khôn lường. Nếu chúng ta tiếp tục chiến đấu, không chỉ nó sẽ dẫn đến kết quả là một sự sụp đổ cuối cùng và xóa bỏ quốc gia Nhật Bản mà còn có thể dẫn đến sự diệt vong hoàn toàn nền văn minh nhân loại...Đây là lý do vì sao chúng tôi đã ra lệnh chấp nhận các quy định trong Tuyên bố chung của các cường quốc (tuyên bố Postdam buộc Nhật đầu hàng vô điều kiện).

### Quan điểm của Ward Wilson về lý do Nhật Bản đầu hàng
Theo một nghiên cứu vào năm 2013 của Ward Wilson (một nhà hoạt động chống vũ khí hạt nhân) thì việc Nhật Bản đầu hàng có nguyên nhân chính là từ Chiến dịch Mãn Châu của Liên Xô chứ không phải do 2 quả bom nguyên tử của Mỹ. Theo Ward Wilson, quyết định đầu hàng của Hội đồng Tối cao Nhật Bản được quyết định vào ngày 9 tháng 8 (giờ Nhật Bản), trong khi vụ ném bom Nagasaki diễn ra vào cuối buổi sáng ngày 9 tháng 8, sau khi Hội đồng Tối cao đã bắt đầu họp bàn chuyện đầu hàng. Ward Wilson cho rằng vụ ném bom Hiroshima không phải là lý do Nhật đầu hàng, vì báo cáo sơ bộ của nhóm điều tra Lục quân Nhật về vụ ném bom Hiroshima đã không được trình nộp cho đến ngày 10 tháng 8. Ward Wilson cho rằng Nhật Bản đã quyết định đầu hàng từ trước khi lãnh đạo của họ nhận ra sự tàn phá của bom nguyên tử đối với Hiroshima và Nagasaki.
Theo Ward Wilson các nhà lãnh đạo Nhật từ lâu đã kết luận: có thể đánh một trận quyết định chống lại một đại cường quốc tiến công từ một hướng, song không thể nào đánh lui hai đại cường quốc tiến công từ hai hướng khác nhau. Trong một cuộc họp của Hội đồng Tối cao vào tháng 6 năm 1945, họ đã nói rằng sự tham gia của Liên Xô vào cuộc chiến "sẽ quyết định số phận của cả Đế quốc". Cũng trong cuộc họp đó, Phó Tổng Tham mưu Lục quân Kawabe đã nói rằng "Duy trì tuyệt đối hòa bình trong quan hệ của chúng ta với Liên Xô là hết sức quan trọng nếu muốn tiếp tục cuộc chiến". Theo Ward Wilson thì Chiến dịch Mãn Châu của Liên Xô đã làm tan biến mọi hy vọng kháng cự của Nhật Bản, dù họ còn chưa biết về việc Mỹ ném bom nguyên tử.
Trong ngày 6-8-1945, sau khi ném bom nguyên tử ở Hiroshima, Tổng thống Mỹ Harry S. Truman đã lên sóng phát thanh kêu gọi đầu hàng của Nhật Bản. Tổng thống Truman nói về bom nguyên tử và đe dọa nếu Nhật Bản không đầu hàng thì những tai họa như Hiroshima sẽ tiếp tục. Và thông báo của Truman đã được Hoàng thân Koichi Kido chuyển cho Nhật hoàng lúc 13h30 phút ngày 7-8. Tuy nhiên, giới lãnh đạo Nhật Bản (và hầu như toàn thế giới) khi đó chưa hề hiểu khái niệm "bom nguyên tử" là gì. Việc một thành phố bị hủy diệt là một tin gây chấn động trong thời hòa bình, nhưng trong bối cảnh năm 1945, hàng chục thành phố Nhật Bản như Tokyo, Osaka, Yokohama... đã bị máy bay ném bom Mỹ tàn phá hoàn toàn trong suốt nhiều tháng trước đó, riêng trận ném bom ở Tokyo đã giết hơn 100.000 thường dân chỉ trong 1 ngày, nên việc thành phố Hiroshima bị phá hủy và lời đe dọa mơ hồ của Truman đã chẳng gây được nhiều ấn tượng với bộ chỉ huy Nhật. Ward Wilson cho rằng việc Hội đồng Tối cao Đế quốc Nhật Bản hủy cuộc họp về vụ ném bom tại Hiroshima chứng tỏ các thành viên Hội đồng không coi vụ ném bom này là nghiêm trọng hơn những vụ trước đó.
Theo quan điểm của Ward Wilson, chiến dịch của Liên Xô có ý nghĩa chiến lược quyết định khiến Nhật Bản đầu hàng, còn việc ném bom nguyên tử của Mỹ thì không. Động cơ khiến Đế quốc Nhật Bản đầu hàng theo Ward Wilson cũng không phải từ việc bị Hoa Kỳ ném bom nguyên tử mà thực chất do những tác động của việc Liên Xô tuyên chiến với Nhật Bản. Điều này được Ward Wilson củng cố bởi các luận điểm như: 
- Thực tế Nhật Bản đã có ý định đầu hàng trước khi bị Hoa Kỳ ném bom
- Việc Nhật Bản đưa ra tuyên bố đầu hàng sau khi Hoa Kỳ ném bom thực chất chỉ là một sự trùng hợp ngẫu nhiên.
- Báo cáo sơ bộ của nhóm điều tra của Lục quân Đế quốc Nhật Bản về vụ ném bom Hiroshima, bản báo cáo rất chi tiết về chuyện đã xảy ra ở đó, đã không được trình nộp cho đến ngày 10 tháng 8. Do đó, tác động về mặt tâm lý của bom nguyên tử lên quyết định đầu hàng là không có, vì ngày 9/8, các chỉ huy tối cao của Nhật vẫn chưa biết gì về việc bom nguyên tử đã được sử dụng.
- Phía Đế quốc Nhật Bản lúc đó không có kiến thức về bom nguyên tử, đặc biệt là sức mạnh của nó. Do vậy, cuộc họp của Hội đồng Tối cao Đế quốc Nhật Bản về vụ ném bom tại Hiroshima bị hủy, chứng tỏ các thành viên Hội đồng không coi vụ ném bom này là nghiêm trọng hơn những vụ trước đó.
- Quy mô phá hủy ngay lập tức của quả bom nguyên tử được ném xuống Hiroshima không lớn hơn các vụ ném bom thông thường của Hoa Kỳ xuống Nhật Bản trước đó
- Nhật Bản lựa chọn đầu hàng với hy vọng Liên Xô sẽ bảo vệ mình trước sức ép của quân Đồng Minh về việc phải nhận trách nhiệm về tội ác chiến tranh
- Nhật Bản vẫn quyết tâm gây thương vong lớn nhất có thể cho Hoa Kỳ nếu Hoa Kỳ đổ bộ lên lãnh thổ Nhật Bản. Nhưng việc Liên Xô đã tuyên chiến với Nhật Bản, đổ bộ lên Kuril và đang đổ bộ rất nhanh, Nhật Bản không kịp ứng phó nên đầu hàng Liên Xô là giải pháp tránh thương vong và giữ được quyền cai trị của Thiên hoàng.
- Việc đổ lỗi thất bại bởi bom nguyên tử sẽ giúp Thiên hoàng bảo vệ uy tín và danh dự của mình cũng như thu hút được sự cảm thông quốc tế
- Việc đổ lỗi thất bại bởi bom nguyên tử sẽ giúp Hoa Kỳ hài lòng và đối xử với Nhật Bản với một thái độ thiện chí[16]

Ngày 10 tháng 8, sau khi nghe tin về cuộc tấn công Mãn Châu của Liên Xô và ý kiến của Hội đồng tối cao, Thiên hoàng Hirohito đưa ra lời phán: "Trẫm đã nghĩ kĩ rồi. Người Nga đã tham chiến. Nhật Bản đang lâm vào tình thế "lưỡng đầu thụ địch" cả hai mặt đều bị tiến công. Chỉ còn một giải pháp do thủ tướng Suzuki đề xuất (đầu hàng) mới có thể tìm được lối thoát".